# Santa Justina Ecatepec
Santa Justina Ecatepec är en ort i Mexiko.   Den ligger i kommunen Ixtacuixtla de Mariano Matamoros och delstaten Tlaxcala, i den sydöstra delen av landet, 80 km öster om huvudstaden Mexico City. Santa Justina Ecatepec ligger 2 252 meter över havet och antalet invånare är 4 616.
Terrängen runt Santa Justina Ecatepec är kuperad norrut, men söderut är den platt. Runt Santa Justina Ecatepec är det tätbefolkat, med 591 invånare per kvadratkilometer. Närmaste större samhälle är Tlaxcala de Xicohtencatl, 16,3 km öster om Santa Justina Ecatepec. Omgivningarna runt Santa Justina Ecatepec är en mosaik av jordbruksmark och naturlig växtlighet.